# Hans Hartl (Mathematiker)

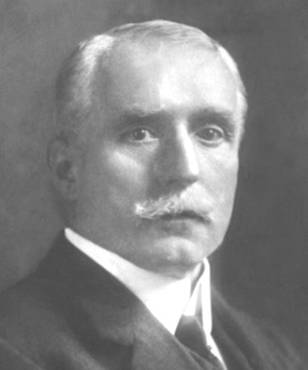
Hans Hartl (vor 1925)

Hans Hartl (* 17. Mai 1858 in Reichenberg; † 11. Oktober 1939 ebenda) war ein österreichisch-böhmischer Politiker (Deutsche Volkspartei), Mathematiker und Physiker. Er war von 1911 bis 1918 Abgeordneter zum Österreichischen Abgeordnetenhaus und von 1920 bis 1928 Mitglied des tschechoslowakischen Senates.

## Leben
Hans Hartl wurde als Sohn eines Kaufmanns in Reichenberg geboren und studierte in der Folge ab 1875 an der Technischen Hochschule. Gleichzeitig war er Hörer mathematischer und physikalischer Vorlesungen an der Deutschen Universität in Prag. 1881 legte er die Staatsprüfung für das Lehramt in der Fächern Mathematik und Physik ab und leistete in der Folge seinen Militärdienst als Einjährig-Freiwilliger beim Feldjägerbataillon 2 ab. Im Dezember 1882 wurde er zum Leutnant der Reserve ernannt. Er unterrichtete ab 1882 zunächst als Probekandidat an der Staatsgewerbeschule in Reichenberg, wurde 1883 supplierender Lehrer und 1885 zum wirklichen Lehrer ernannt. 1888 folgte seine Ernennung zum Professor. Nach einer kurzen Zeit als Inspektor der gewerblichen Fortbildungsschulen in Niederösterreich kehrte er 1907 als Direktor an die Staatsgewerbeschule nach Reichenberg zurück. Hartl blieb bis 1913 in seiner Funktion als Direktor der Staatsgewerbeschule. Er verfasste zahlreiche, weitverbreitete Lehrbücher und machte sich auch durch von ihm erdachte und gebaute Versuchsanordnungen und Vorlesungsapparate verdient. Er zählt damit zu den Mitbegründern der Technik des modernen exakten Hörsaalversuches und war unter anderem Mitarbeiter der „Zeitschrift für den physikalischen und chemischen Unterricht“ sowie der „Zeitschrift für das Realschulwesen“.
Hartl war Mitglied der Deutschen Volkspartei und trat bei der Reichsratswahl 1911 an der Stelle seines Parteikollegen Heinrich Prade im Wahlbezirk Böhmen 76 an, wo er sich bereits im ersten Wahlgang gegen den Kandidaten der Sozialdemokraten Karl Schiller durchsetzen konnte. Er war in der Folge zwischen 1911 und 1918 Abgeordneter des Abgeordnetenhauses und gehörte 1918 während des Zusammenbruchs der Monarchie der deutsch-böhmischen Landesregierung an. Zudem gehörte er zwischen 1920 und 1928 als Vertreter der Deutschen Nationalpartei dem tschechoslowakischen Senat an. Neben seinen Lehrbüchern verfasste Hartl auch politische Aufsätze.

## Werke
- Die trigonometrische Auflösung des Dreieckes und der auf Dreiecke zurückzuführenden Figuren. Hölder, Wien 1890 (drei Auflagen, zuletzt 1907).
- Lehrbuch der ebenen Trigonometrie. Hölder, Wien 1890 (acht Auflagen, zuletzt 1941).
- Der Rechenwinkel. Ein Hilfsmittel zur raschen graphischen Lösung wichtiger mathematischer Aufgaben. Fritsche, Reichenberg 1891.
- Lehrbuch der Planimetrie. Deuticke, Wien 1896 (sechs Auflagen, zuletzt 1942).
- Übungsbuch für den Unterricht in der Allgemeinen Arithmetik und Algebra an Werkmeisterschulen. Deuticke, Leipzig 1896 (vier Auflagen, zuletzt 1922).
- Aufgaben aus der Arithmetik und Algebra. Fritsche, Reichenberg 1894 (fünf Auflagen, zuletzt 1924).